# Cô nuôi dạy hổ
Cô nuôi dạy hổ (tiếng Nga: Укротительница тигров) là một phim hài do Nadezhda Kosheverova và Aleksandr Ivanovsky đạo diễn. Bộ phim phát hành năm 1955 đã đem lại vinh quang cho nữ tài tử sân khấu Lyudmila Kasatkina The film premiered in the USSR on ngày 11 tháng 3 năm 1955..

## Nội dung
Thiếu nữ Lena lập nghiệp với vị trí quét dọn rạp xiếc, nhưng luôn ao ước cháy bỏng được làm huấn luyện viên thú. Một ngày nọ, chỉ vì trò bốc đồng của chàng tình nhân Fyodor, hổ trong chuồng xổng ra và Lena được dịp phát huy tài nghệ.

## Diễn xuất
- Lyudmila Kasatkina... Yelena "Lena" Vorontsova
- Pavel Kadochnikov... Fyodor Nikolayevich Yermolayev
- Leonid Bykov... Petya Mokin
- Pavel Sukhanov... Nikita Antonovich
- Konstantin Sorokin... Ferapont Ilyich, ba Olechka
- Glikerya Bogdanova-Chesnokova... Matiya Mikhailovna, mẹ Olechkа
- Nina Urgant... Olechka (Olga)
- Tatyana Pelttser... Emmy Styepanovna Vorontsova, mẹ Lena
- Alexander Aleksandrovich Orlov... Vasily Valiliyevich Vorobtsov, ba Lena
- Sergey Filippov... Kazimir Almazov
- Anatoly Korolkevich... Mogikan
- Nikolay Trofimov... Myshkin
- Pyotr Lobanov... Bác Vasya
- Mikhail Ivanov... Nhạc công guitar
- Margarita Nazarova
- Vladimir Tsvetkov